# Osman Jama Ali
Osman Jama Ali' (somali Cismaan Jaamac Cali conegut per Cismaan Kaluun) és un polític somali, nascut el 1941 a la Somàlia Britànica. De jove va viure com a nòmada. Va cursar estudis a Somàlia i després a la Unió Soviètica (durant set anys) on va estudiar enginyeria electrònica. El 1969 era cap enginyer de les estacions emissores del país càrrec que va conservar fins al 1973 quan fou nomenat ministre de Pesca i de Transport Marítim del govern de Siad Barre, cartera que va ocupar fins al 1984, passant a ser cap del departament del Partit Socialista Revolucionari Somali durant cinc anys per esdevenir el 1989 ministre d'Obres Públiques i Habitatge. Durant una visita oficial a Tunísia va aprofitar per desertar (1990) i va marxar a l'exili a la Gran Bretanya on va escriure un treball sobre la reconciliació nacional. El 1993, fou convidat per les faccions somalis a participar en una trobada a Estocolm (Suècia), prèvia a una trobada posterior organitzada per l'Institut Nòrdic Africà a Uppsala, on es va pronunciar per la reconciliació nacional. Per això fou cridat altre cop a Djibouti per participar en el Procés d'Arta l'any 2000.
En el Govern Nacional de Transició creat a Djibouti (2000) fou designat vice primer ministre i com a tal va participar en la cimera de la FAO del 10 al 13 de juny del 2002. Quan el primer ministre Ali Khalif Galaid va perdre la confiança dels membres de l'Assemblea Nacional de Transició, aquesta va passar una moció en què se li retirava la confiança i se'l obligava a dimitir el 28 d'octubre del 2001. Llavors Osman Jama Ali va ocupar interinament el càrrec, fins al nomenament del nou primer ministre Hassan Abshir Farah el 12 de novembre de 2001.
El 2004 fou designat membre del Parlament Federal de Transició.